# جو مورگنسترن
جو مورگنسترن (متولد ۳ اکتبر ۱۹۳۲) نویسنده آمریکایی و منتقد بازنشسته سینما است. او از سال ۱۹۶۵ تا ۱۹۸۳ برای نیوزویک و سپس از سال ۱۹۹۵ تا ۲۰۲۲ برای وال‌استریت جورنال نوشت. او در سال ۲۰۰۵ برنده جایزه پولیتزر برای نقد شد. مورگنسترن همچنین برای تلویزیون نیز نوشته است.

## دوران کاری
مورگنسترن از سال ۱۹۶۵ تا ۱۹۸۳ منتقد فیلم نیوزویک بود. در این مدت، او بانی و کلاید را مورد بررسی قرار داد و سپس نظر خود را به طور جدی مورد بازنگری قرار داد تا در شماره بعدی آن را پس بگیرد. این یک فرصت طلایی بازاریابی برای برادران وارنر برای جلب توجه به این فیلم بود، با توجه به این که باعث شد یک منتقد بزرگ سینما نظر خود را در مورد فضایل آن تغییر دهد. از سال ۱۹۸۳ تا ۱۹۸۸ او ستونی برای لس آنجلس هرالد اگزمینر نوشت.